# Liste der reichsten Japaner
Die reichsten Japaner sind nach Angaben des US-amerikanischen Magazins Forbes (Stand: Dezember 2024):
| #  | Name               | Alter | Nettovermögen      | Herkunft des Vermögens            |
| -- | ------------------ | ----- | ------------------ | --------------------------------- |
| 1  | Tadashi Yanai      | 75    | US$49,2 Milliarden | Fast Retailing                    |
| 2  | Masayoshi Son      | 67    | US$32,1 Milliarden | SoftBank                          |
| 3  | Takemitsu Takizaki | 79    | US$20,1 Milliarden | Keyence                           |
| 4  | Yasumitsu Shigeta  | 59    | US$5,6 Milliarden  | Hikari Tsushin                    |
| 5  | Takahisa Takahara  | 63    | US$5,0 Milliarden  | Unicharm                          |
| 6  | Takao Yasuda       | 75    | US$4,8 Milliarden  | Pan Pacific International Holding |
| 7  | Hiroshi Mikitani   | 59    | US$4,5 Milliarden  | Rakuten                           |
| 8  | Masahiro Miki      | 69    | US$4,3 Milliarden  | ABC-Mart                          |
| 9  | Masahiro Noda      | 86    | US$3,9 Milliarden  | Obic                              |
| 10 | Kentaro Ogawa      | 76    | US$3,9 Milliarden  | Zensho                            |
| 11 | Akira Mori         | 88    | US$3,9 Milliarden  | Mori Trust                        |
| 12 | Akio Nitori        | 80    | US$3,8 Millionen   | Nitori                            |
| 13 | Yuji Otsuka        | 70    | US$3,6 Milliarden  | Otsuka                            |
| 14 | Yasuhide Uno       | 61    | US$3,6 Milliarden  | U-Next Holdings                   |
| 15 | Shigenobu Nagamori | 80    | US$2,8 Milliarden  | Nidec                             |
| 16 | Kagemasa Kozuki    | 84    | US$2,5 Milliarden  | Konami                            |
| 17 | Yoshiko Mori       | 84    | US$2,1 Milliarden  | Mori Trust                        |
| 18 | Katsumi Tada       | 79    | US$2,0 Milliarden  | Daito Trust Construction          |
| 19 | Masateru Uno       | 77    | US$1,9 Milliarden  | Cosmos Pharmaceutical             |
| 20 | Toshio Motoya      | 81    | US$1,7 Milliarden  | APA Group                         |